# Carrie Daumery
Pour les articles homonymes, voir Daumery.
Frederica Carolina (Carry) Mess dite Carrie Daumery, née le 24 mars 1865 à La Haye (Pays-Bas) et morte le 1er juillet 1938 à Los Angeles (Californie), est une violoniste et actrice américaine d'origine néerlandaise.
Elle est la mère du réalisateur Jean Daumery (1898-1934).

## Biographie

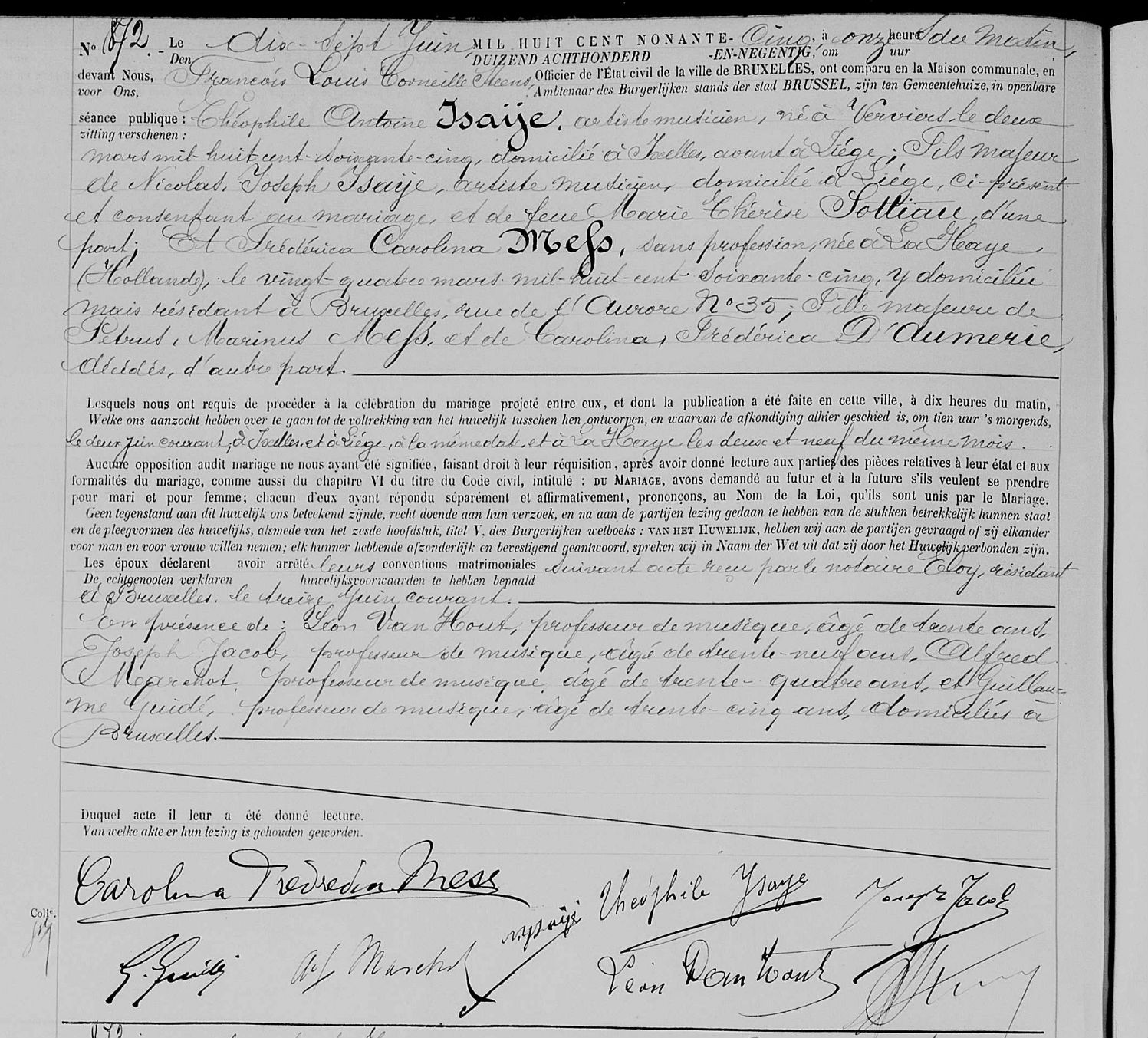
Acte de mariage de Théo Ysaÿe et Carry Mess.

Fille du médecin Petrus Marinus Mess et de Carolina Frederica d'Aumerie, Carry Mess obtient son premier prix de violon au Conservatoire de Bruxelles en 1886 dans la classe d’Alexandre Cornélis. Elle se perfectionne ensuite, en privé, auprès du violoniste Eugène Ysaÿe. Elle prête à son professeur un violon Guarnerius (1740) qu'il finit par acquérir au retour de sa première tournée américaine, en 1895, et qui restera son instrument de prédilection toute sa vie. Carry Mess a entretemps fait la connaissance du frère cadet, le pianiste Théo Ysaÿe, qu'elle épouse le 17 juin 1895 à Bruxelles. Le couple aura un enfant, Jean, qui se fera aussi connaître au cinéma en tant que réalisateur sous le nom de Jean Daumery.
Carrie Daumery entame en France sa carrière au cinéma et contribue ainsi à deux courts métrages muets français réalisés par Maurice de Féraudy, sortis en 1908.
Après le décès de son mari qui survient le 24 mars 1918, elle débarque à New York le 12 octobre 1919 avec son fils pour s'installer aux États-Unis. Elle y tourne son troisième film muet, Eugénie Grandet de Rex Ingram (1921, avec Alice Terry et Rudolph Valentino). Il s'ensuit une vingtaine d'autres films muets américains jusqu'en 1929, dont Dorothy Vernon de Marshall Neilan (1924, avec Mary Pickford et Allan Forrest), L'Éventail de Lady Windermere d'Ernst Lubitsch (1925, avec May McAvoy et Bert Lytell) et Le Père Goriot d'E. Mason Hopper (1926, avec Lionel Barrymore et Émile Chautard).
Parmi sa cinquantaine de films parlants américains, sortis entre 1929 et 1937, mentionnons Hearts in Exile de Michael Curtiz (1929, avec Dolores Costello et Grant Withers), L'Athlète incomplet de Claude Autant-Lara (1932, avec Douglas Fairbanks Jr. et Jean Del Val) et Caravane d'Erik Charell (1934, avec Charles Boyer et Annabella).

## Filmographie partielle
(films américains, sauf mention contraire)

### Années 1900
- 1908 : Le Petit Robinson de Maurice de Féraudy (court métrage français)
- 1908 : Accident de travail de Maurice de Féraudy (court métrage français)

### Années 1920

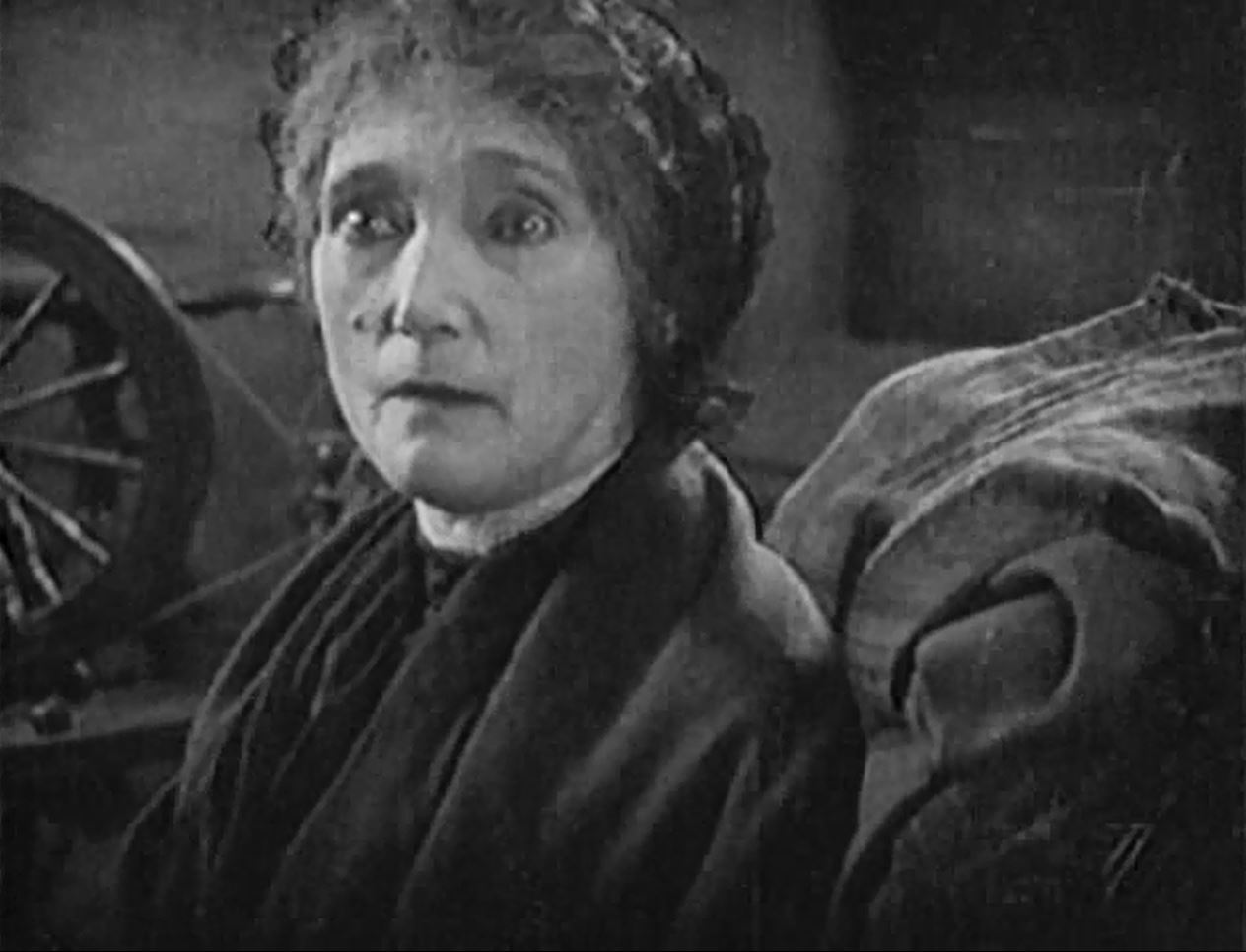
Dans Eugénie Grandet en 1921

- 1921 : Eugénie Grandet (The Conquering Power) de Rex Ingram : Mme Grandet
- 1922 : Le Roman d'un Roi (The Prisoner of Zenda) de Rex Ingram
- 1923 : Scaramouche de Rex Ingram : une commère de la cour
- 1924 : Dorothy Vernon (Dorothy Vernon of Haddon Hall) de Marshall Neilan : Lady Vernon
- 1924 : The Rose of Paris d'Irving Cummings : la mère supérieure
- 1924 : Larmes de clown (He Who Gets Slapped) de Victor Sjöström
- 1924 : Paradis défendu (Forbidden Paradise) d'Ernst Lubitsch : une dame d'honneur
- 1925 : L'Éventail de Lady Windermere (Lady Windermere's Fan) d'Ernst Lubitsch : la duchesse de Berwick
- 1925 : Le Club des trois (The Unholy Three) de Tod Browning : une cliente
- 1926 : The Lucky Lady de Raoul Walsh : la duchesse
- 1926 : Young April de Donald Crisp : la comtesse Morne
- 1926 : Le Père Goriot (Paris at Midnight) d'E. Mason Hopper : Mlle Michonnaud
- 1927 : Anna Karénine (Love) d'Edmund Goulding : la douairière
- 1928 : L'Homme qui rit (The Man Who Laughs) de Paul Leni : une dame d'honneur
- 1928 : L'Amant de papier (The Cardboard Lover) de Robert Z. Leonard
- 1928 : The Garden of Eden de Lewis Milestone
- 1929 : Le Lys du faubourg (Lady of the Pavements) de D. W. Griffith (non créditée)
- 1929 : Le Dernier Avertissement (The Last Warning) de Paul Leni : Barbara Morgan
- 1929 : La Femme X (Madame X) de Lionel Barrymore
- 1929 : Jeunes filles modernes (Our Modern Maidens) de Jack Conway
- 1929 : Hearts in Exile de Michael Curtiz : la baronne Veimar
- 1929 : Le Baiser (The Kiss) de Jacques Feyder
- 1929 : Le Général Crack (General Crack) d'Alan Crosland : Mme Frump

### Années 1930

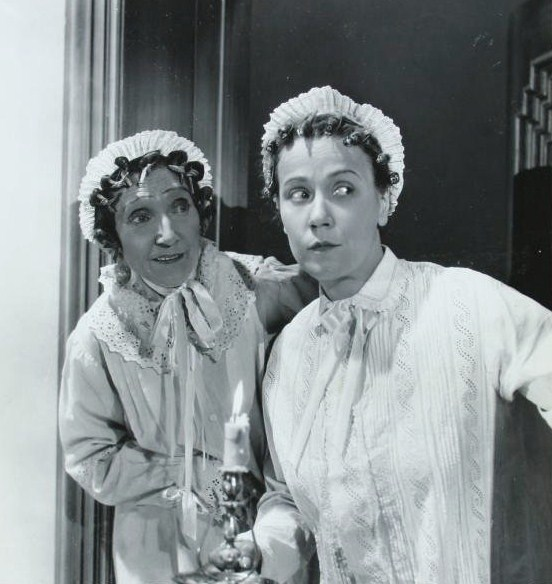
Avec Louise Fazenda (à d.) en 1934 (photo promotionnelle pour Caravane)

- 1931 : Le Lieutenant souriant (The Smiling Lieutenant) d'Ernst Lubitsch : une dame d'honneur
- 1931 : Ambassador Bill de Sam Taylor
- 1932 : Aimez-moi ce soir (Love Me Tonight) de Rouben Mamoulian : la douairière
- 1932 : L'Athlète incomplet de Claude Autant-Lara (version française de Local Boy Makes God de Mervyn LeRoy) : Mlle Schmoltz
- 1933 : International House d'A. Edward Sutherland
- 1933 : La Soupe au canard (Duck Soup) de Leo McCarey
- 1933 : La Reine Christine (Queen Christina) de Rouben Mamoulian : une dame de la cour
- 1934 : Jimmy the Gent de Michael Curtiz
- 1934 : Grand Canary d'Irving Cummings : la marquise
- 1934 : C'est pour toujours (Now and Forever) de Henry Hathaway
- 1934 : La Veuve joyeuse (The Merry Widow) d'Ernst Lubitsch
- 1934 : Caravane d'Erik Charell (version française de Caravan d'Erik Charell) : Mlle Thomas
- 1934 : Strange Wives de Richard Thorpe : la princesse
- 1935 : La Dame en rouge (The Woman in Red) de Robert Florey
- 1935 : L'Extravagant Mr Ruggles (Ruggles of Red Gap) de Leo McCarey : une invitée d'Effie à Paris
- 1935 : Le Baron Gregor (The Black Room) de Roy William Neill
- 1935 : Anna Karénine (Anna Karenina) de Clarence Brown : une vieille dame malade
- 1935 : Le Songe d'une nuit d'été (A Midsummer night's dream) de William Dieterle et Max Reinhardt
- 1937 : Le Prince et le Pauvre (The Prince and the Pauper) de William Keighley : une dame de la cour